# Michel Sappin
Pour un autre haut fonctionnaire, voir Michel Sapin.
Michel Sappin, né le 8 avril 1948 à Paris, est un haut fonctionnaire français qui occupa plusieurs postes de Préfet et de Préfet de Région.
Il termina sa carrière comme chef de service de l'inspection générale de l'administration (IGA).

## Biographie[1]
Après une licence d'histoire-géographie, il entre en 1972 dans l'administration, d'abord comme attaché contractuel à la préfecture des Hauts-de-Seine, puis après sa réussite au concours d'attaché d'administration centrale, au ministère de l'Équipement et du Logement. Huit ans après, il intègre l'ENA (promotion Henri François d'Aguesseau).
Après quatre ans au ministère de l'Éducation nationale comme chef de bureau de la gestion des personnels,et un an et demi comme directeur de cabinet du président du Conseil général des Hauts-de-Seine, Paul Graziani, il part en mobilité dans le corps préfectoral comme  sous-préfet de l'arrondissement de Vendôme. Il est ensuite en 1989 nommé responsable d'une sous-direction au ministère de l'Éducation nationale, à la direction des lycées et collèges.
En 1991, il rejoint définitivement le ministère de l'Intérieur  comme sous-préfet de l'arrondissement d'Orléans auprès du préfet de la région Centre, puis en 1993, comme secrétaire général de la préfecture du Calvados.
En janvier 1994, il devient conseiller technique sécurité au cabinet du ministre de l'intérieur et de l'aménagement du territoire, Charles Pasqua, dont il devient quelques mois plus tard chef de cabinet puis directeur adjoint.
En juin 1995, il est nommé préfet délégué délégué pour la sécurité et la défense auprès du préfet de la zone de défense sud, préfet de la région Provence-Alpes-Côte d'Azur, et chargé de l'action de la police sur les Bouches-du-Rhône..
En 1996, il est titularisé préfet et devient en août 1998 préfet du Lot. Il eut notamment à gérer le sauvetage du gouffre des Vitarelles en novembre 1999, qui reste la plus grande opération de secours en spéléologie qu'a connue la France.
En décembre 1999, il est nommé directeur de la défense et de la sécurité civile au ministère de l'intérieur. Il aura dans cette fonction à gérer entre autres crises les grandes tempêtes de 2000, le naufrage du pétrolier Erika, l'affaire des munitions chimiques de Vimy (Pas de Calais), l'explosion d'AZF. Il aura également la charge de préparer la grande Loi sur la sécurité civile et sur les services d'incendie et de secours qui sera votée en 2004. Il prépare également le transfert de l'Ecole Nationale des Officiers de Sapeurs Pompiers de Nainville les Roches (Essonne) vers Aix en Provence.
En décembre 2002, il retourne en administration territoriale en tant que préfet de la Seine-Saint-Denis, en charge de l"aéroport Charles de Gaulle et du Stade de France, puis il est nommé en décembre 2004, préfet de la région Picardie, préfet de la Somme, et il sera le premier Préfet à mettre en place à Amiens le couvre-feu souhaité par le gouvernement Raffarin au moment des émeutes des banlieues en novembre 2005.
En juillet 2007, il est nommé préfet de la zone de défense Sud, préfet de la région Provence-Alpes-Côte d'Azur, préfet des Bouches-du-Rhône. Dans ce poste difficile, il aura paradoxalement à gérer la plus importante tempête de neige qu'a connu la Provence (janvier 2009) qui paralysa toute la région et offrit aux marseillais l'occasion de faire du ski dans les rues de la ville.
Le 6 octobre 2010, il est nommé en Conseil des Ministres chef de service de l'inspection générale de l'administration (IGA), poste administratif le plus important dans la hiérarchie du Ministère de l'Intérieur. Le 20 décembre 2012, il est nommé préfet hors-cadre et chargé de missions sur les associations de sécurité civile auprès du ministre de l'Intérieur. Il est admis à la retraite en avril 2014.
En avril 2015, il rejoint Christian Estrosi député-maire de Nice, comme directeur du projet pour les élections régionales en PACA.
En avril 2016, il est nommé médiateur de la région Provence-Alpes-Côte d'Azur, devenant le second médiateur régional, après celui de la région Île-de- France, doté des compétences larges lui permettant d'adhérer aux principes et à la pratique définis par la charte des médiateurs des services aux publics. Il est confirmé dans cette fonction en juin 2021 par le Président de la Région Renaud Muselier.
Membre de l'Association Nationale des Médiateurs des Collectivités Territoriales (ANCT), il en devient vice-Président en 2018, et élu Président de l'Association lors de l'Assemblée Générale d'Octobre 2023. Il est également membre suppléant au Conseil National de la Médiation créé par le Garde des Sceaux en juin 2023.

## Affectation et diplômes[1]
- 1972 : attaché de préfecture contractuel.
- 1973 : attaché puis attaché principal d'administration centrale au ministère de l'équipement.
- 1er janvier 1980 : élève de l'ENA (promotion Henri François d'Aguesseau)
- 1er juin 1982 : administrateur civil de 2e classe affecté au ministère de l'Éducation nationale, chef du bureau des personnels de centrale.
- 1er janvier 1986 : détaché directeur du cabinet du président du Conseil général des Hauts-de-Seine, Paul Graziani..
- 1er octobre 1987 ; Sous-préfet de l'arrondissement de Vendôme (Loir et Cher)
- 4 août 1988 : administrateur civil hors classe.
- 1er février 1989 : administrateur civil affecté au ministère de l'Éducation nationale, de la Jeunesse et des Sports, chargé de la sous-direction des élèves et de l'action éducative à la direction des lycées et collèges.
- 23 décembre 1991 : sous-préfet de 1re classe, chargé de mission auprès du préfet de la région Centre, préfet du Loiret et secrétaire général de la zone de défense Centre-Ouest.
- 1er janvier 1993 : sous-préfet hors classe.
- 3 juillet 1993 : secrétaire général de la préfecture du Calvados (1re catégorie).
- 17 janvier 1994 : conseiller technique au cabinet du ministre d'État, ministre de l'Intérieur et de l'Aménagement du territoire.
- 26 mai 1994 : chef de cabinet du ministre d'État, ministre de l'Intérieur et de l'Aménagement du territoire.
- 6 septembre 1994 : directeur adjoint de cabinet du ministre d'État, ministre de l'Intérieur et de l'Aménagement du territoire.
- 6 juin 1995 : préfet délégué pour la sécurité et la défense auprès du préfet de la région Provence-Alpes-Côte d'Azur, préfet de la zone de défense sud, préfet des Bouches-du-Rhône.
- 6 juin 1996 : titularisé préfet.
- 31 août 1998 : préfet du Lot.
- 1er décembre 1999 : préfet détaché directeur de la défense et de la sécurité civiles, haut fonctionnaire de défense au ministère de l'Intérieur.
- 18 décembre 2002 : préfet de la Seine-Saint-Denis
- 20 novembre 2004 : préfet de la région Picardie, préfet de la Somme
- 20 juin 2007 : préfet de la région Provence-Alpes-Côte d'Azur, préfet de la zone de défense Sud, préfet des Bouches-du-Rhône.
- 6 octobre 2010 : chef de service de l'inspection générale de l'administration
- 20 décembre 2012 : préfet hors cadre, chargé de mission auprès du ministre de l'Intérieur
- 8 avril 2014 : admis à la retraite, et préfet de région honoraire.

## Décorations
- Officier de la Légion d'honneur Il est fait chevalier le 19 avril 2000[5], puis est promu officier le 31 décembre 2008[6].
- Officier de l'ordre national du Mérite Il est fait chevalier le 13 mai 1996[7], puis est promu officier le 14 novembre 2005[8].
- Chevalier de l'ordre du Mérite agricole
- Chevalier de l'ordre des Palmes académiques
- Caporal d'honneur des Sapeurs-Pompiers
- Médaille du ministère des Affaires étrangères